# Isola di Suchotin
Isola di Suchotin (in russo остров Сухотина) è un'isola della Russia nel mare di Okhotsk che fa parte dell'arcipelago delle isole Šantar. Amministrativamente appartiene al Tuguro-Čumikanskij rajon del kraj di Chabarovsk, nel Circondario federale dell'Estremo Oriente.
L'isola è stata descritta nel 1885 dalla spedizione idrologica a bordo del clipper Abrek ed è stata così chiamata in onore dell'ammiraglio Ivan Valadimirovič Suchotin (Иван Валадимирович Сухотин).
L'isola si trova all'ingresso della baia Lebjaž'ja (губа Лебяжья) a circa 800 m dalla costa sud dell'isola di Feklistov, da cui è separata dallo stretto Uzkij (пролив Узкий). Ha un'altezza di 189 m. Assieme ad altre isole dell'arcipelago è inclusa nella Riserva naturale statale «isole Shantar» (Национа́льный парк «Шанта́рские острова́»).